# Ріккі Сикс
Ріккі Сікс (англ. Rikki Six) — американська порноакторка.

## Біографія
Планувала стати медсестрою по догляду за літніми людьми. Відвідувала школу медсестер і вчилася на помічницю дантиста, також була чирлідеркою і займалася гімнастикою.
У 18 років через Facebook до неї звернувся порноагент Motley Models Дейв Рок. Вона відмовилася, проте через три роки Motley Models знову зробили їй пропозицію, і в травні 2012 року вона почала зніматися в порносценах. Після двох тижнів у Motley Models перейшла в LA Direct Models.
У 2013 році вона разом з Лізою Енн, Терою Патрік, Джессою Роудс і Джейден Джеймс знялася в кліпі гурту Hollywood Undead на пісню «Dead Bite». У тому ж році вона знялася в незалежному фільмі Blood of Redemption.
16 січня 2013 року одружилася з зіркою FMX Дерріком Макклінтоком в Лас-Вегасі.

## Нагороди та номінації
| Рік  | Церемонія        | Результат | Категорія | Фільм                       |
| ---- | ---------------- | --------- | --- | --------------------------- |
| 2013 | NightMoves Award | Перемога  | Краща нова старлетка (Вибір редакції) | Н/Д                         |
| 2013 | Sex Award        | Номінація | Найгарячіша нова дівчина (фіналіст) | Н/Д                         |
| 2014 | AVN Award        | Номінація | Краща групова сцена лесбійського сексу (з Ташею Рейн, Капрі Андерсон і Хізер Он) | Streaker Girls              |
| 2014 | AVN Award        | Номінація | Краща сцена групового сексу (з Дженніфер Уайт, Алексіс Монро, Джорданом Хіт, Авріл Хол, Айден Ешлі, Алією Лав, Айом Дизелем, Тревісом Варьяком, Джеком Ніксоном, Леми Метвлом і Порно Деном) | Party With Six Rikki        |
| 2014 | AVN Award        | Номінація | Краща нова старлетка | Н/Д                         |
| 2014 | AVN Award        | Номінація | Краща сцена мастурбації | Slumber Party Cupcake Sluts |
| 2014 | XBIZ Award       | Номінація | Краща нова старлетка | Н/Д                         |
| 2015 | AVN Award        | Номінація | Краща сцена групового сексу (з Крісті Мак, Рейвен Бей, Ромі Рэин, Денні Ді і Кейраном Чи) | Baby Got Boobs 14           |